# Linia kolejowa nr 247
Ten artykuł dotyczy przyszłego wydarzenia. Informacje w nim zawarte mogą się zmienić wraz z pojawieniem się nowych faktów, a początkowe doniesienia mogą być niepewne. Ostatnie aktualizacje tego artykułu mogą nie odzwierciedlać najbardziej aktualnych informacji.
Linia kolejowa nr 247 – projektowana linia kolejowa w województwie mazowieckim, łącząca stacje Modlin i Płock. Za budowę odpowiedzialne jest PKP PLK.

## Warianty przebiegu
We Wstępnym Studium wykonalności dla budowy nowej linii kolejowej w relacji Modlin – Płock zostało przeanalizowanych 8 wariantów przebiegu linii:
- W1, W1a, W1b: Modlin – Modlin Lotnisko – Kroczewo – Szczytno – Płońsk – Dzierzążnia – Staroźreby – Płock. Długości wariantów wynoszą odpowiednio: 78,700 km, 79,200 km, 79,600 km.
- W2: Modlin – Modlin Lotnisko – Kroczewo – Szczytno – Płońsk – Daniszewo – Radzanowo – Płock. Długość wariantu wynosi 79,500 km.
- W3: Modlin – Modlin Lotnisko – Emolinek – Radzikowo – Rostkowice – Bodzanów – Święcieniec – Płock. Długość wariantu wynosi 67,900 km.
- W4, W4a: Modlin – Modlin Lotnisko – Emolinek – Czerwińsk – Wyszogród – Miszewo – Płock. Długości wariantów wynoszą odpowiednio: 73,000 km, 73,400 km.
- W4b: Modlin – Modlin Lotnisko – Emolinek – Czerwińsk – Rębowo – Miszewo – Płock. Długość wariantu wynosi 72,400 km.

Wszystkie warianty zakładają wykorzystanie i modernizację bocznicy kolejowej do portu lotniczego Warszawa-Modlin.